# 奥恩河畔圣克鲁瓦
奥恩河畔圣克鲁瓦（法語：Sainte-Croix-sur-Orne，法語發音：[sɛ̃t kʁwa syʁ ɔʁn] ⓘ）是法国奥恩省的一个旧市镇，位于该省北部偏西，属于阿让唐区。2016年1月1日，奥恩河畔圣克鲁瓦和相邻的另外8个市镇合并为新市镇皮唐日勒拉克（Putanges-le-Lac）。

## 地理
奥恩河畔圣克鲁瓦（48°46'45"N, 0°17'31"W）面积3.81 平方千米，位于法国诺曼底大区奧恩省，该省份为法国西北部内陆省份，北起顺时针与卡爾瓦多斯省、厄尔省、厄尔-卢瓦省、萨尔特省、马耶讷省和芒什省接壤。
与奥恩河畔圣克鲁瓦接壤的市镇（或旧市镇、城区）包括：谢讷杜伊、梅尼勒贡杜安、皮唐日勒拉克、莱罗图尔、奥恩河畔圣奥贝尔。

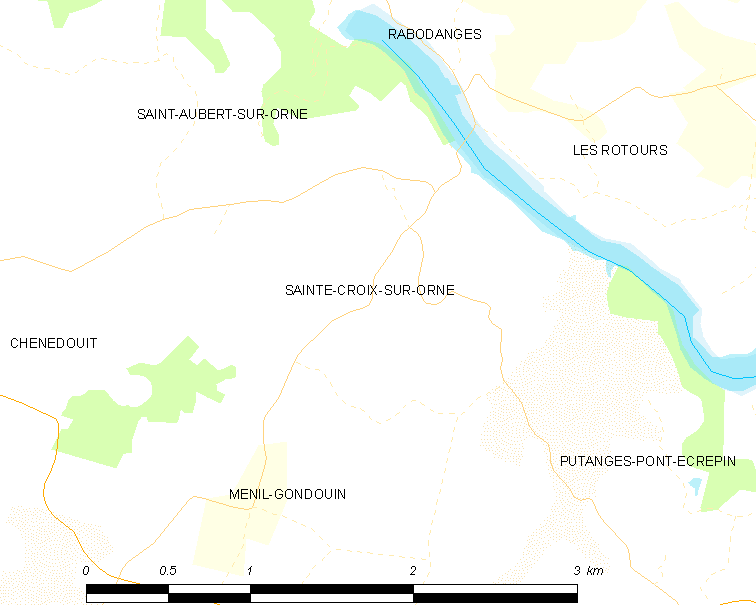
奥恩河畔圣克鲁瓦的OSM定位图

奥恩河畔圣克鲁瓦的时区为UTC+01:00、UTC+02:00（夏令时）。

## 行政
奥恩河畔圣克鲁瓦的邮政编码为61210，INSEE市镇编码为61378。

## 政治
奥恩河畔圣克鲁瓦所属的省级选区为阿蒂斯-瓦勒德鲁夫尔县。

## 人口

1962-2008年间奥恩河畔圣克鲁瓦人口变化图示

奥恩河畔圣克鲁瓦于2018年1月1日时的人口数量为78人。